# Glypta delicata
Glypta delicata là một loài tò vò trong họ Ichneumonidae.